# 亞奇梅涅克湖
亞奇梅涅克湖（白俄羅斯語：Ячмянец）是白俄羅斯的湖泊，位於該國西北部的斯特拉恰河流域，由明斯克州負責管轄，長0.2公里，面積0.02平方公里，平均水深3.6米，最大水深8米。